# Gisèle Bienne
Pour les articles homonymes, voir Bienne (homonymie).
 (juin 2012).
Gisèle Bienne, née le 27 juillet 1946 à Chavanges dans l'Aube, est une romancière et essayiste française. Elle vit et travaille à Reims.
Elle est l'auteur de romans, récits et essais parus en littérature générale, ainsi que d’ouvrages destinés à la jeunesse.

## Biographie
Après avoir suivi des études secondaires dans la Haute-Marne, c’est à Nancy qu’elle fait des études supérieures de Lettres. Pendant quelques années, elle mène de front ses activités de professeur et de peintre.
Elle commence à écrire à 28 ans ; son premier roman, Marie-salope touche immédiatement un nombreux public.

## L'écriture, les thèmes

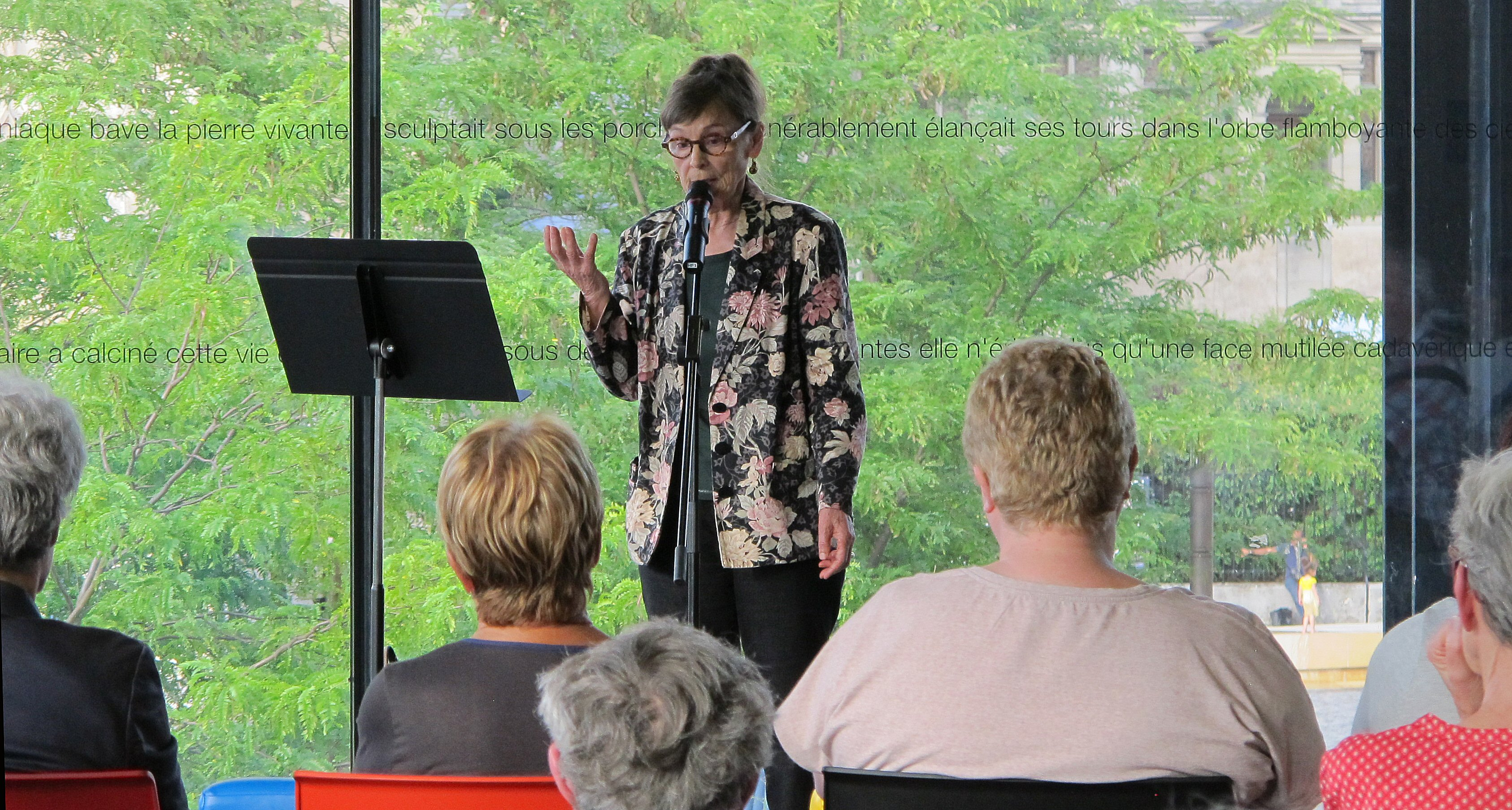
Soirée lecture des Fous dans la Mansarde, Actes Sud

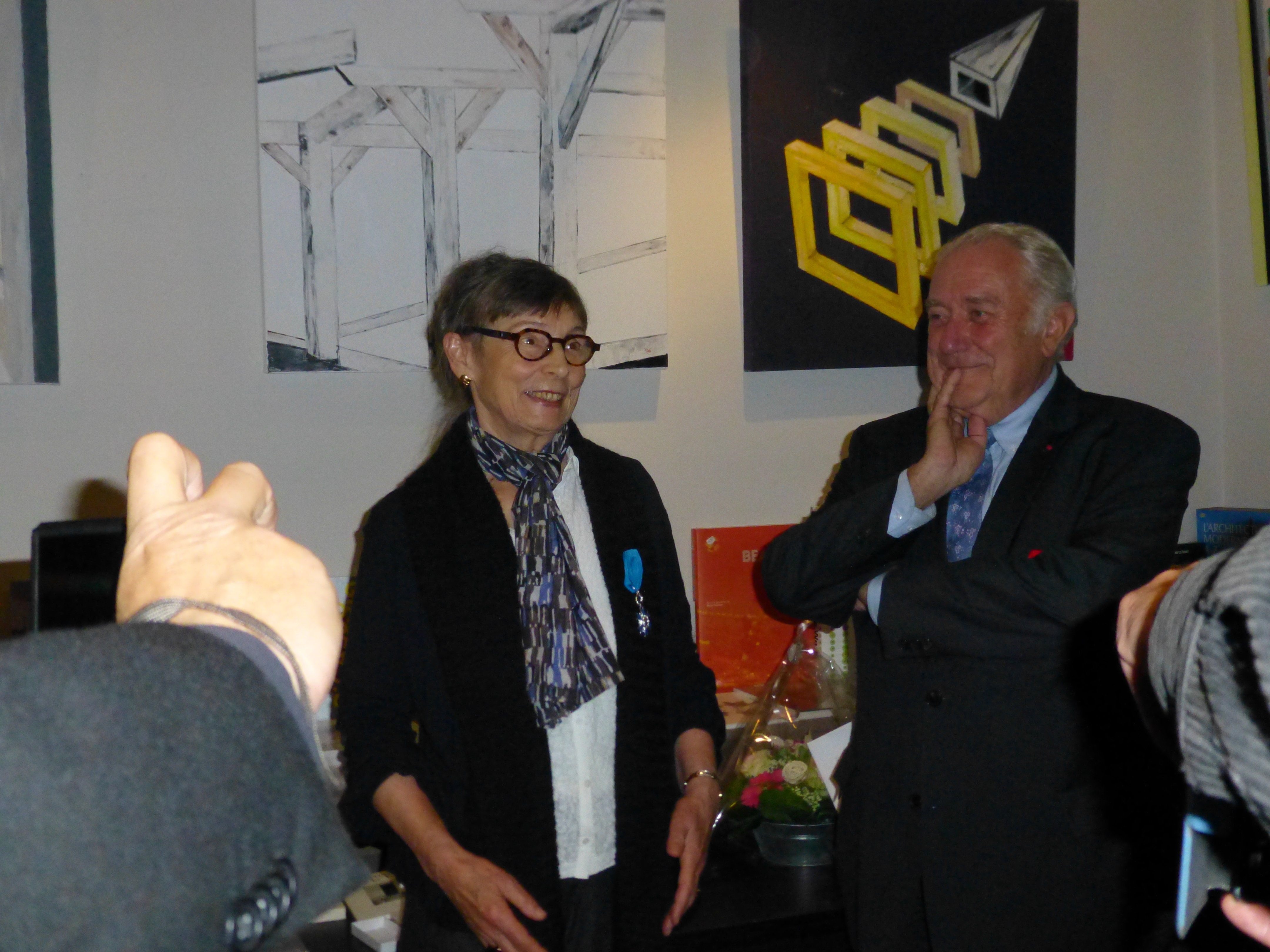
remise de la médaille de l'Ordre National du Mérite à Gisèle Bienne par Jean-Paul Bachy.

Les premiers livres pour adultes de Bienne, Marie-Salope, Douce-Amère, Rose-enfance, présentent certains aspects autobiographiques, comme, plus tard, plusieurs de ses romans destinés aux adolescents[Interprétation personnelle ?].
Ses personnages souvent en rupture de parole ou de société s’offrent alors comme des « variations toujours renouvelées sur la marginalité et l’autre »[réf. nécessaire]. Ils réfractent les voix des autres, ainsi les survivants de la Grande Guerre qui figurent dans quatre de ses romans, Paysages de l’insomnie (un homme, Marcel, au retour de la Grande Guerre), La Ferme de Navarin traitant de la blessure de guerre du poète Blaise Cendrars (il perd la main droite au combat en 1915), Le Cavalier démonté où se tisse un lien fort et souterrain entre un grand-père marqué par la Grande Guerre et sa petite-fille et Les Fous dans la mansarde, qui dit l'envergure de la mémoire et l'état de détresse de certains revenants.[Interprétation personnelle ?]
Gisèle Bienne a consacré deux livres à Katherine Mansfield (Katherine Mansfield ou la lumière du Sud) et à Blaise Cendrars (La Ferme de Navarin). 
Dans La Malchimie et L'homme-frère, elle traite de questions environnementales importantes liées en particulier à la grande agriculture et à la nocivité des pesticides sur les vivants. La relation frère/sœur y révèle de façon juste et peu explorée jusqu'à présent  la complexité des milieux sociaux en jeu et celle des modalités relatives au partage ou à l'héritage de la terre.[Interprétation personnelle ?]
Le 5 avril 2023 paraît son récit consacré à Chalamov, Les Larmes de Chalamov, aux éditions Actes Sud.

## Œuvres

### Littérature générale
- Marie-salope ou la jeune fille et la vie, roman, Éditions Des Femmes, 1976 ; réédition : Climats/Flammarion, 2004 ; puis aux Éditions Actes Sud, à la suite de La Brûlure, en un seul volume, 2018.
- Douce-amère, roman, des Femmes, 1977.
- Rose enfance, roman, Des Femmes, 1979.
- Je ne veux plus aller à l'école, Des Femmes, 1980.
- Bleu, je veux, Seuil, « points virgule », 1983.
- Lettre à l’été, poèmes, Les Cahiers Bleus-Librairie Bleue, 1985.
- Premières Alliances, récit, Seuil, 1988.
- La Champagne. La belle Pouilleuse, éditions Autrement, 1988.
- Rémuzor, roman, Actes Sud, 1994.
- Paysages de l’insomnie (préface de Roger Grenier), roman, Climats/Flammarion, 2004.
- Les Jardins de mon père, texte en écho aux photographies de Bernard Joseph, Centre régional de la photographie Hauts-de-France, Douchy-les-Mines, 2005.
- La Ferme de Navarin, Gallimard, « L’un et l’autre », 2008.
- Katherine Mansfield dans la lumière du sud, Actes Sud, « Un endroit où aller », 2011.
- Le Blues du tram, éditions Châtelet-Voltaire, 2011.
- L’Étrange Solitude de Manfred Richter, Actes Sud, « Un endroit où aller », 2013.
- La Brûlure, suivi de Marie-Salope, Actes Sud, « Un endroit où aller », 2015.
- Les Fous dans la mansarde, Actes Sud, « Un endroit où aller », 2017.
- La Malchimie : Récit, Actes Sud, « Un endroit où aller », 2019.
- L'Homme-frère, Actes Sud, « Un endroit où aller », 2021.
- La Remorque de paille, Editions Noires Terres, 2021.
- Grandir avec le Stade de Reims, Médiapop Editions, 2022.
- Les Larmes de Chalamov, Actes Sud, « Un endroit où aller », 2023.
- Chavirer avec Cendrars, Editions Noires Terres, 2025.

### Romans destinés à la jeunesse
- Les Jouets de la nuit, Gallimard, Page blanche, 1990.
- La Petite Maîtresse, Médium, L’École des loisirs 2003.
- Mon jour de grève, Médium, L’École des loisirs, 2004.
- Les Champions, Médium, L’École des loisirs, 2004.
- Un cheval sans papiers, Médium, L’École des loisirs, 2005.
- Le Cavalier démonté, Médium, L’École des loisirs, 2006.
- Chicago, je reviendrai, Médium, L’École des loisirs, 2007.
- Tatiana sous les toits, Médium, L’École des loisirs, 2008.
- La Chasse à l’enfant, Médium, L’École des loisirs, 2009.
- On n’est pas des oiseaux, Médium, L’École des loisirs, 2010.
- La Vie cachée des poupées, Médium, L’École des loisirs, 2012.
- La Planète maths, Neuf, L’École des loisirs, 2012.
- Retrouver le petit frère, Médium, L’École des loisirs, 2015.

## Prix et distinctions

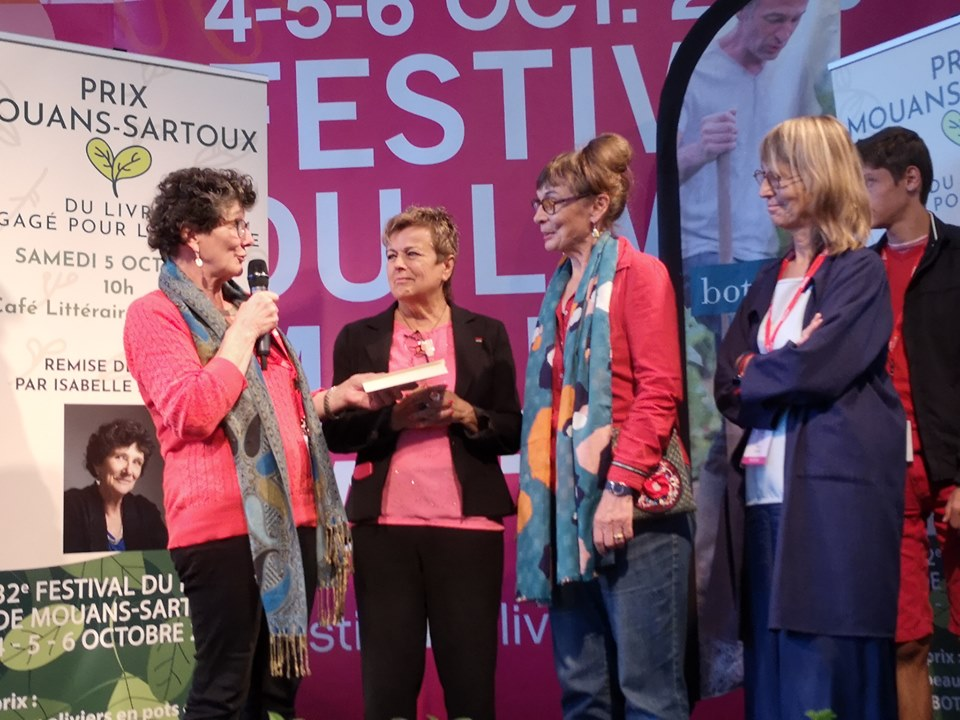
Le 5 octobre 2019, remise du prix à Gisèle Bienne, auteur de La Malchimie, par Isabelle Autissier, en présence de Marie-Louise Gourdon, commissaire du Festival du Livre de Mouans-Sartoux, et de Françoise Nyssen, Directrice des Editions Actes Sud.

- Prix Charles-Oulmont sous l'égide de la Fondation de France
- Prix Henri-Bachelin de la Société des gens de lettres[2]
- Prix Maurice-Genevoix - ville de Garches 2019 pour La Malchimie : Récit[3]
- Prix du roman engagé pour la planète - Festival du livre de Mouans-Sartoux pour La Malchimie : Récit
- Médaille de la ville de Reims en 2009
- Chevalier de l'Ordre national du Mérite en 2016[4].